# Rhopalocerus bakeri
Rhopalocerus bakeri là một loài bọ cánh cứng trong họ Zopheridae. Loài này được Heller miêu tả khoa học năm 1915.